# Korax
Korax, på grekiska Κόραξ, var en grekisk retoriker som levde och var aktiv under samma år som Syrakusa blev en demokrati (år 467 f.kr). Korax sägs vara den första traditionella grundaren av handböcker inom den rättsliga retoriken. Korax fyllde ett praktiskt behov av att effektivt kunna tala för framförallt äganderätter av landskap i den nyetablerade demokratin i Syrakusa.  Det finns hänvisningar till Korax och hans teorier hos Platon, Aristoteles, Cicero och Quintilianus.

## Korax teorier
Korax teori bygger på sannolikhet (eikos): vissa saker händer tvärtemot det sannolika. Det som är tvärtemot det sannolika är alltså sannolikt. Det betyder att det osannolika är sannolikt. Men inte generellt, det krävs att man inte förklarar omständigheter kring en händelse och det ger i sin tur utrymme för bedrägeri, även inom retoriken.
Ett känt exempel som Korax tar upp för att åskådliggöra sin teori citeras av både Platon (Faidros 273a-b) och  Aristoteles (Retoriken 2.24.11) som Koraxkonsten.

### Exempel:Sannolikhet
Exemplet handlar om två män som hamnar i ett slagsmål; Om en svag man blev anklagad för misshandel skulle han bli frikänd som inte sannolikt skyldig till brottet eftersom det inte är sannolikt att en svag man skulle attackera en stark man. Korax menar att det går att använda samma argument om det var en stark man som attackerad en svag man, då skulle den starka mannen ses som sannolikt skyldig just på grund av att han är väldigt stark, och då skulle han frias därför att det inte vore sannolikt att han startat slagsmålet, just på grund av att det skulle ses som sannolikt att han var skyldig. Det går alltså ut på att få den svagare att framstå i bättre dager.

### Exempel:Dubbel argumentation
Det andra exemplet kallas en ung man och handlar om konsten att föra en dubbel argumentation och intensifiera en konflikt och förvirra domarna (amphisbetesis) bevisning pekar på att det handlar om Korax och hans student.
Det handlar om en ung man som vill lära sig retorik. Den unge mannen lovar att betala Korax så fort han vinner sin första rättegång. När hans elev börjar visa kunskaper inom retoriken kräver Korax att få betalt men ynglingen vägrar att betala. Korax tar ärendet till rättegång och var då den första att använda sig av amphisbetesis och hävda att oavsett om han vann eller förlorade fallet så skulle han få betalt. Om Korax vann skulle han få betalt av just den anledningen att han vann, och om han förlorade skulle han få betalt eftersom eleven bevisligen blivit en skicklig retoriker och eleven lovat att betala när han vann sitt första rättsliga mål. I vissa källor anges den unge mannen som Tisias.